# Trochisque
Un trochisque est un terme de pharmacie désuet, désignant une préparation pharmaceutique médicamenteuse en forme de tablette, parfois aussi de forme conique, cubique ou pyramidale. L’équivalent actuel est la dragée, la tablette ou la pastille. L’encyclopédie Diderot la définit ainsi « en Pharmacie, forme de remède, faite pour être tenue dans la bouche et s'y dissoudre peu à peu ».
Ce n'est pas uniquement un terme de pharmacie puisqu'en peinture dorure par exemple le trochisque désigne toutes les couleurs qui ont été broyées à l'eau, puis séchées, et qui se vendent en petits pains de forme conique.     

## Synonymes
- dragée, tablette ou pastille ;
- Les anciens auteurs latins les nommaient pastilli, rotuloe, placentuloe, orbes, orbiculi.

## Histoire de la pharmacie
Au XVIIIe siècle les médecins considèrent que d'autres formes de remèdes sont plus efficaces : « On peut mettre une infinité de remèdes sous la forme de trochisques : mais il est inutile de multiplier le nombre de ces sortes de préparations ; les remèdes agissent plus sûrement sous d'autres formes ; et en général les praticiens font peu d'usage des trochisques. »
Les encyclopédistes des lumières mettent en garde contre les faux médicaments : « Quelques charlatans emploient beaucoup cette forme pour déguiser leur spécifique, pour vendre bien cher des drogues qu'ils ont à vil prix. Mais ils font un grand tort au public ; car ils cachent sous ce voile la violence et l'acrimonie de leurs préparations infernales qui deviennent pour les entrailles un vrai poison ».

## Préparation
Le trochisque est « une composition sèche, dont les principaux ingrédients, après avoir été mis en poudre très fine, sont incorporés dans une liqueur convenable, comme dans des eaux distillées, du vin, du vinaigre, ou dans des mucilages, et réduits en une masse, dont on forme de petits pains ou de petites boules, comme l'on veut, et qu'on fait sécher à l'air loin du feu ».

## Types de trochisques
Il y a différentes sortes de trochisques, qui ont différentes vertus : il y en a de purgatifs, d'altérants, d'apéritifs, de fortifiants, etc.
- Ce sont ceux d'agaric, de réglisse, de noix muscade, de succin, de rhubarbe, de myrrhe, de roses, de camphre, de squille, de vipère, etc.
- Ceux de coloquinte se nomment trochisques d'alhandal, mot pris des Arabes qui appellent la coloquinte handal.
- Trochisque escarrotique
- Trochisque, de minium,  « l'ingrédient vraiment actif de cette composition officinale étant un sel mercuriel ; savoir le sublimé corrosif »
- Trochisque de scille.

## Exemples

### Trochisque alhandal
Le trochisque alhandal, du nom de handal (coloquinte chez les arabes), était un des remèdes de la pharmacopée maritime occidentale au XVIIIe siècle .
Selon Dorvault (1875), il était préparé avec de la poudre de coloquinte et du mucilage adragant en quantité suffisante pour former une pâte divisable en trochisques triangulaires. Il précise : « On les employait à l'intérieur contre l'hydropisie, la léthargie, etc. »

### Trochisque d'Albi Rhasis
Le trochisque d'Albi Rhasis, ou trochisque de plomb blanc de Rhasis ou Sief des arabes, était un des remèdes de la pharmacopée maritime occidentale au XVIIIe siècle.
Les ingrédients selon Dorvault (1875) sont : la céruse ; la gomme ; le sarcocolle ; l'amidon ; le camphre et l'eau de rose. L'ensemble une fois pâteux devait être divisé en trochiques de la forme d'un grain d'avoine. Ensuite, il pouvait être administré comme collyre ou en injection.

### Trochisque de tuthie
Le trochisque de tuthie était un des remèdes de la pharmacopée maritime occidentale au XVIIIe siècle.
Selon Dorvault (1875) : la tuthie ou cadmie des fourneaux est recueillie dans les cheminées des fourneaux où l'on grille les minerais de zinc et qui est grisâtre, c'est l'oxyde de zinc impur.
Selon Maistral XVIIIe siècle, la poudre de tuthie est dessicative, détersive, propre pour arrêter le larmoiement « on en souffle dans les yeux par le moyen d'un tuyau d'une plume à écrire. ». Elle rentre souvent dans la composition de collyre.

### Trochisque d'yeux d'écrevisses
Le trochisque d'yeux d'écrevisses était un des remèdes de la pharmacopée maritime occidentale au XVIIIe siècle.
Les yeux d'écrevisses ne sont pas des yeux, mais de petites concrétions rondes trouvées dans l'estomac des écrevisses (Astacus fluviatilis). Lavés et réduits en poudre, ils sont préparés avec du sucre et de la gomme de fleurs d'oranger. Ce trochisque passait pour adoucir les aigreurs d'estomac (en raison de leur base de carbonate de calcium) et était prescrit pour les maux liés au ventre.